# 都市史
都市史（としし、英語：urban history）とは、都市の歴史や都市化の過程、およびその学問である。学問的には学際的分野であり、郷土史、建築史、都市社会学、都市地理学あるいは考古学と関連する。
都市史とは、都市の歴史に関する包括的な学問であるが、都市の成立期、成長期、維持期などの都市の状態と、都市をとりまく政治経済的環境などによって大きく変動する。このため、単独の学問分野にはなりにくく、学際的分野となる。

## 都市の歴史
考古学的には、約1万年前のエリコが最古の町と言われることがある。世界で最初の都市は、考古学的には、およそ紀元前3500年から紀元前3000年ごろにメソポタミアで、その後エジプト、インダス、黄河において都市文明が現れたことがわかっている。比較的よく知られている都市にモヘンジョダロがある。モヘンジョダロは、紀元前2500年から紀元前1800年にかけて繁栄し、最大で4万人近くが暮らしていたと推測されている。古代の都市の特徴として、多くは都市国家であり、ひとつの都市とその周辺地域が、独立した政体としてひとつのまとまった形態をなす国家であった。

## 日本史における都市史研究
戦後日本の実証主義的歴史研究においては近世史分野において都市史研究が盛んで、1960年代までは豊田武・原田伴彦らが「封建都市」の概念で都市史研究を行っていた。一方、松本四郎や朝尾直弘は幕藩体制論の観点から都市史研究を行い、1970年代には吉田伸之・塚田孝らによる江戸・大坂など大都市をフィールドとした空間構造・社会構造・都市下層民などの諸相を明らかにする研究が展開され、「身分的周縁」などの概念が提唱されている。